# Eerste nationale (voetbal België)
De Eerste nationale, voorheen de Eerste klasse amateurs, is het derde niveau uit de competitiehiërarchie in het Belgisch voetbal en het hoogste amateurniveau. De competitie werd voor het eerst georganiseerd na de competitiehervorming in het seizoen 2016-2017. De competitie wordt georganiseerd door de VV en de ACFF. Origineel bestond ze uit één reeks met zestien ploegen. Sinds het seizoen 2024-2025 worden de teams uit VV en ACFF gesplitst in twee aparte reeksen. De VV-reeks bestaat uit 16 teams en de ACFF-reeks bestaat uit 12 teams. Alle teams dienen een licentie nationale gehaald te hebben.

## De competitie
Gedurende de reguliere competitie speelt elke ploeg 30 wedstrijden in heen- en terugwedstrijden De eerste vier van de rangschikking betwisten nadien een play-off over zes wedstrijden in heen- en terugwedstrijden. De ploegen behouden de helft van de punten uit de reguliere competitie. De winnaar van deze play-off wordt kampioen van België Amateurvoetbal.
De ploegen die veertiende, vijftiende en zestiende eindigen degraderen naar tweede afdeling, naargelang bij welke bond ze zijn aangesloten hetzij in een VV-, hetzij in een ACFF-reeks. De ploeg die dertiende eindigt speelt de eindronde dalen van eerste klasse amateurs, samen met twee ploegen uit de eindronde stijgen van de tweede klasse amateurs VV en één ploeg uit de eindronde stijgen van de tweede klasse amateurs ACFF. Deze eindronde dalen loopt over twee rondes met telkens heen- en terugwedstrijden. De winnaars van de eerste ronde spelen voor de eerste en tweede plaats. De verliezers spelen voor de derde plaats.

## Geschiedenis
In het eerste seizoen van de eerste klasse amateurs, het seizoen 2016-17, speelden de negende tot de zeventiende uit Tweede klasse, die opgeheven wordt. Uit de beide reeksen van de Derde klasse kwamen telkens de eerste twee uit de eindrangschikking. De nummers drie tot zes van elke reeks speelden telkens een eindronde per reeks met telkens rechtstreekse duels. De winnaars van deze eindrondes promoveerden ook naar eerste klasse amateurs. De verliezende finalisten van deze eindrondes speelden nadien tegen elkaar en de winnaar mag naar eerste klasse amateurs. Alle eindrondeduels liepen over heen- en terugwedstrijden. De eerste kampioen werd KFCO Beerschot-Wilrijk.
In 2020 besliste de Belgische voetbalbond de benaming te veranderen van Eerste klasse amateurs naar Eerste nationale.
Vanaf seizoen 2024/25 worden er twee reeksen georganiseerd in Eerste Nationale in plaats van één. Er is een Vlaamse reeks (VV) met 16 ploegen, en een Waalse reeks (ACFF) met 12 ploegen,daar waar er voordien maar één reeks was met 18 ploegen.

### Kampioenen (2016-2024)
Tussen 2016 en 2024 was er één reeks in Eerste nationale met zowel Vlaamse als Waalse teams
| Seizoen | Kampioen                  | Opmerkingen |
| ------- | ------------------------- | --- |
| 2016/17 | KFCO Beerschot-Wilrijk    | |
| 2017/18 | Knokke FC                 | Hoewel Knokke kampioen werd, vroeg het geen licentie aan voor Eerste klasse B. Hierdoor promoveerde Lommel SK, dat tweede eindigde.            |
| 2018/19 | Excelsior Virton          | |
| 2019/20 | KMSK Deinze               | Competitie stopgezet na speeldag 24 door COVID-19. Naast Deinze promoveerden RFC Seraing, Racing White Daring Molenbeek en Lierse Kempenzonen. |
| 2020/21 | Geen                      | Geen kampioen omdat geen volledige competitie kon afgewerkt worden wegens COVID-19.                                                            |
| 2021/22 | FCV Dender EH             | |
| 2022/23 | Patro Eisden Maasmechelen | Naast Patro Eisden promoveerden RFC Liège en Francs Borains.                                                                                   |
| 2023/24 | RAAL La Louvière          | Naast RAAL La Louvière promoveerde KSC Lokeren-Temse                                                                                           |

### Kampioenen (2025-...)
Vanaf het seizoen 2024/25 werd Eerste nationale opgesplitst in een Vlaamse (VV) en een Waalse (ACFF) reeks.
| Seizoen | Kampioen VV   | Kampioen ACFF             | Opmerkingen |
| ------- | ------------- | ------------------------- | ----------- |
| 2024/25 | Jong KAA Gent | R. Olympic Club Charleroi |             |

### Titels per club
Het volgend overzicht toont het aantal titels per club
| Club (stamnummer)                | Titels | Seizoen |
| -------------------------------- | ------ | ------- |
| Beerschot VA (155)               | 1      | 2017    |
| R. Knokke FC (101)               | 1      | 2018    |
| Excelsior Virton (200)           | 1      | 2019    |
| KMSK Deinze (818)                | 1      | 2020    |
| FCV Dender EH (3900)             | 1      | 2022    |
| Patro Eisden Maasmechelen (3434) | 1      | 2023    |
| RAAL La Louvière (94)            | 1      | 2024    |
| Jong KAA Gent (7)                | 1      | 2025    |
| R. Olympic Club Charleroi (246)  | 1      | 2025    |